# Astochia hircus
Astochia hircus là một loài ruồi trong họ Asilidae. Astochia hircus được Fabricius miêu tả năm 1805. Loài này phân bố ở miền Ấn Độ - Mã Lai.